# Zlata Kolarić-Kišur
Zlata Kolarić-Kišur (Slavonski Brod, 29. listopada 1894. – Zagreb, 24. rujna 1990.) bila je hrvatska književnica. Pisala je pjesme, priče, drame, pripovijetke i komedije. Napisala je nekoliko zbirki za djecu.

## Životopis
Zlata Kolarić-Kišur rođena je u Slavonskom Brodu, ali se kao djevojčica zajedno s obitelji preselila u Požegu. Svoje djetinjstvo i mladost opisala je u knjzi Moja zlatna dolina. Od 1919. živjela je u Zagrebu i završila djevojačku školu i žensku stručnu školu. Za vrijeme njena života u Zagrebu ovdje je djelovalo i Društvo hrvatskih književnica od 1937. – 1939. U tu svrhu književnice su izdavale časopis u cilju prmicanja ženske književnosti. Kolarić-Kišur pisala je pjesme od kojih su mnoge uglazbljene. U ediciji Nakladnog zavoda Matice Hrvatske "Pet stoljeća hrvatske književnosti" objavljene su njezine pjesme. Također je pisala i za radio. Neka od izvedenih djela su: Neostvarene želje, radio drama o Vatroslavu Lisinskom, Radio Zagreb 1954., Jedan mali život, radio igra za djecu, praizvedba na Radio Zagrebu 1966., Dick Whittington i njegov mačak, praizvedba na Radio Zagrebu 1968. godine i mnoga druga djela. Najveće priznanje primila je za svoju potresnu dramu Povratak koja je izvedena 1940. godine na pozornici Hrvatskog narodnog kazališta u Zagrebu u režiji Branka Gavelle. Bila je u braku s Hinkom Kolarićem Kišurom. Umrla je u Zagrebu 24. rujna 1990. godine u dubokoj starosti.

## Djela
- Naš veseli svijet (Zagreb, 1933.)
- Iz dječjeg kutića (Zagreb, 1935.)
- Smijte se djeco! (Zagreb, 1935.)
- Priča i zbilja (Zagreb, 1940.)
- Od zore do mraka (Zagreb, 1950.)
- Zimska priča (Zagreb, 1950.)
- Po sunčanim stazama (Zagreb, 1951.)
- Dječje igre (Zagreb, 1953., 1956., 1963.)
- Neostvarene želje (Zagreb, 1954.)
- Cvijeće (Zagreb 1955., 1958.)
- Ptičji festival. (Zagreb, 1958., 1959., 1961.)
- Uz pjesmu i šalu na jadranskom žalu (Zagreb, 1961.)
- Moja Zlatna dolina (Zagreb, 1972.)
- Moje radosti (Zagreb, 1981.)
- Hrvatski dječji pisci - Pet stoljeća hrvatske književnosti, 181/III. (Zagreb, 1991.)
- Izabrana djela (Vinkovci, 1994.)

## Vanjske poveznice
- Kolarić Kišur, Zlata Hrvatska enciklopedija. LZMK
- LZMK / Hrvatski biografski leksikon: Kolarić Kišur, Zlata (autorica: Nevenka Videk, 2009.)